# Eureka Springs and North Arkansas Railway
| Lok Nr. 4742 mit einem Ausflugszug, August 2009 |                      |                                              |                                              |
| Streckenlänge: | 4 km                 |                                              |                                              |
| Spurweite: | 1435 mm (Normalspur) |                                              |                                              |
| |                      |                                              |                                              |
| \| \| \| Strecke der Arkansas and Ozarks Railway nach \| \| \| \| \| Seligman (Missouri) und Harrison (Arkansas) \| \| \| \| 4,0 \| Junction Gleisdreieck \| 317 m ü. M. \| \| \| \| Leatherwood Creek \| \| \| \| \| \| \| \| \| \| \| \| \| \| 0,0 \| Eureka Springs \| 348 m ü. M. \| \| \| \| Drehscheibe, Wasserturm \| \| \| [1] \| \| \| \| |                      |                                              |                                              |
| Strecke (außer Betrieb) |                      | Strecke der Arkansas and Ozarks Railway nach | Strecke der Arkansas and Ozarks Railway nach |
| Strecke (außer Betrieb) |                      | Seligman (Missouri) und Harrison (Arkansas)  | Seligman (Missouri) und Harrison (Arkansas)  |
| Abzweig geradeaus, nach links und von links | 4,0                  | Junction Gleisdreieck                        | 317 m ü. M.                                  |
| Brücke über Wasserlauf |                      | Leatherwood Creek                            | Leatherwood Creek                            |
| Brücke über Wasserlauf |                      |                                              |                                              |
| Brücke über Wasserlauf |                      |                                              |                                              |
| Kopfbahnhof Streckenende | 0,0                  | Eureka Springs                               | 348 m ü. M.                                  |
| |                      | Drehscheibe, Wasserturm                      |                                              |
| [ 1 ] |                      |                                              |                                              |

Die Eureka Springs and North Arkansas Railway (EKNA) ist eine Touristikbahn mit Sitz in Eureka Springs (Arkansas). Sie wurde 1981 von Robert und Mary Dortch gegründet. Die Bahn verkehrt mit historischen Fahrzeugen auf einem vier Kilometer langen Abschnitt der ehemaligen Arkansas and Ozarks Railway.

## Geschichte
Die Strecke, die heute von der Eureka Springs and North Arkansas Railway befahren wird, war ursprünglich Bestandteil der 1883 erbauten Eureka Springs Railway. Die Strecke führte von Seligman (Missouri) nach Eureka Springs. Bereits 1899 wurde sie in St. Louis and North Arkansas Railroad umbenannt. 1906 wurde eine neue Strecke nach Helena (Arkansas) erbaut und der Name in Missouri and North Arkansas Railroad geändert.
Die Gesellschaft wurde 1922 reorganisiert und in Missouri and North Arkansas Railway umbenannt. Mitte der 1940er Jahre geriet das Unternehmen in finanzielle Schwierigkeiten und firmierte nun als Missouri and Arkansas Railway. Nachdem sich die Situation nicht besserte, wurde der größte Teil der Bahnstrecke aufgegeben. Nur die Strecke zwischen Harrison und Seligman wurde 1949 als Arkansas and Ozarks Railway weiterbetrieben und schließlich 1961 geschlossen.

### Gründung der Eureka Springs and North Arkansas Railway
In den 1960er Jahren hatte Robert Dortch Sr. die Scott and Bearskin Lake Railroad als Teil des Plantation Agriculture Museums in Scott (Arkansas) erbaut, betrieben und Fahrzeuge dafür erworben. Nach seinem Tod 1978 wurde diese Bahn geschlossen und sein Sohn Robert Dortch Jr. und seine Frau Mary Jane gründeten daraufhin 1981 die Eureka Springs and North Arkansas Railway. Zu diesem Zweck pachteten sie in Eureka Springs einen Bahnhof von 1913 mit zugehörigem Bahngelände und ließen eine vier Kilometer lange Bahnstrecke nach Norden wieder aufbauen. Die geerbten Fahrzeuge wurden gleichzeitig dorthin verlegt. Die Strecke verfügt über mehrere Brücken über den Leatherwood Creek und am nördlichen Ende über ein Gleisdreieck. Auf dem Bahngelände wurden ein Wasserturm und eine Drehscheibe gebaut. Am südlichen Ende des Geländes wurde ein Gebäude mit Küche (für die Lunch- und Dinner-Züge) und Büroräumen errichtet. Dort befand sich ein historisches Eislagerhaus.

## Heute
Auf dieser Strecke verkehren heute mehrmals täglich Züge mit historischen Personenwagen der ehemaligen Chicago, Rock Island and Pacific Railroad, darunter auch Lunch- und Dinner-Züge. Die Betriebssaison beginnt im April und endet im Oktober. Die Fahrten dauern etwa 1 bis 1½ Stunden.

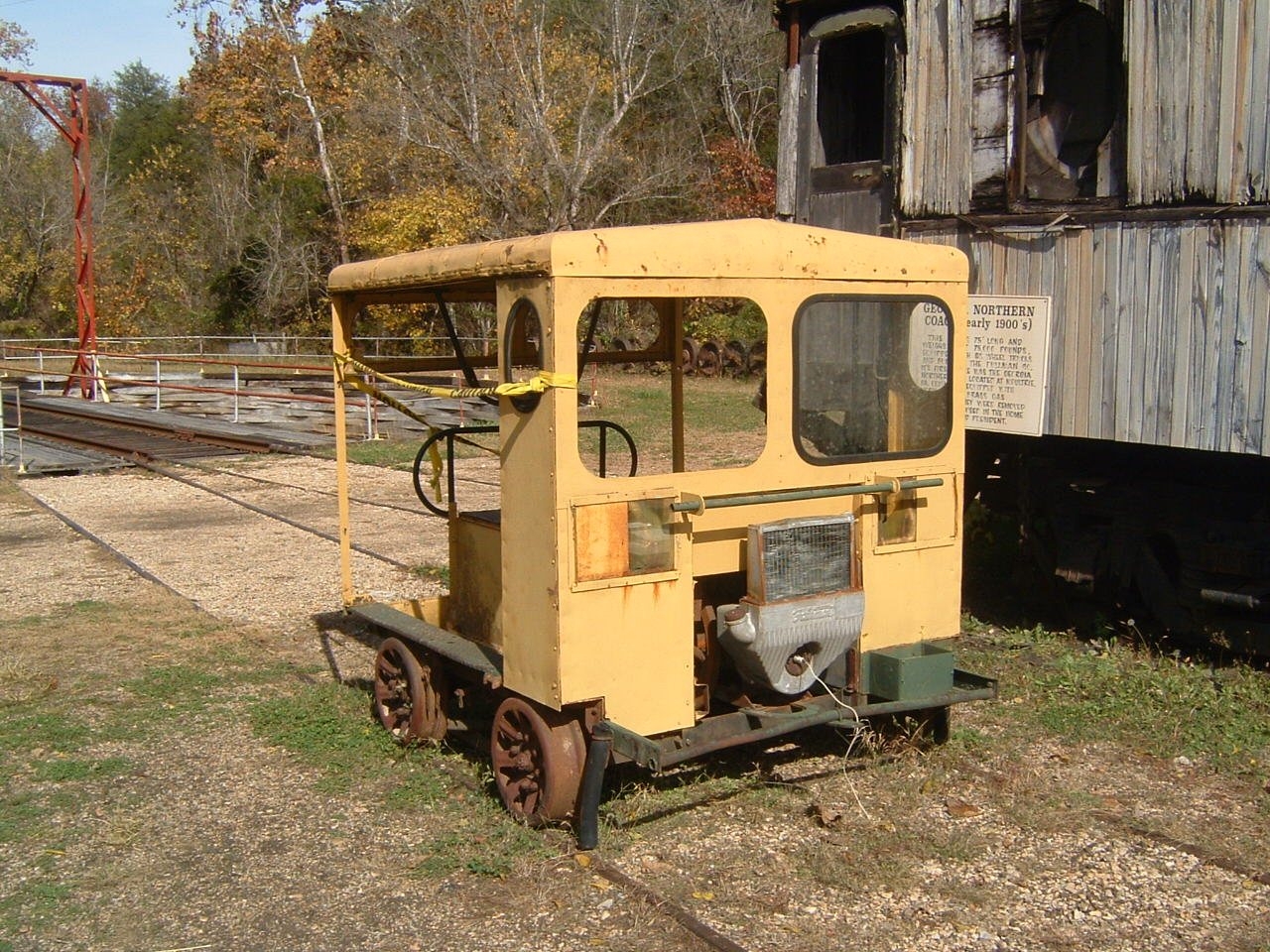
Draisine im Bahnhofsareal, Oktober 2006
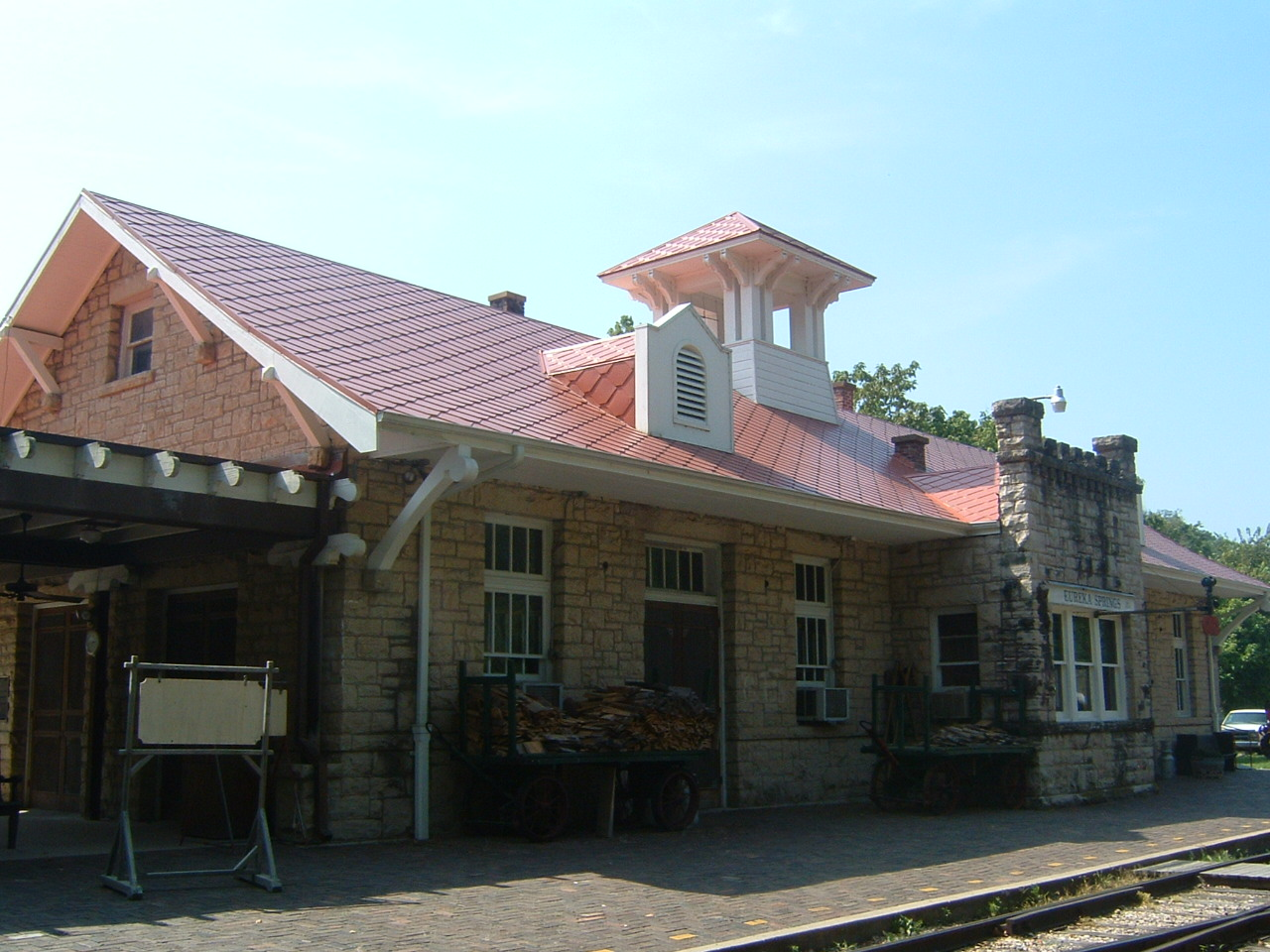
Bahnhof Eureka Springs von 1913
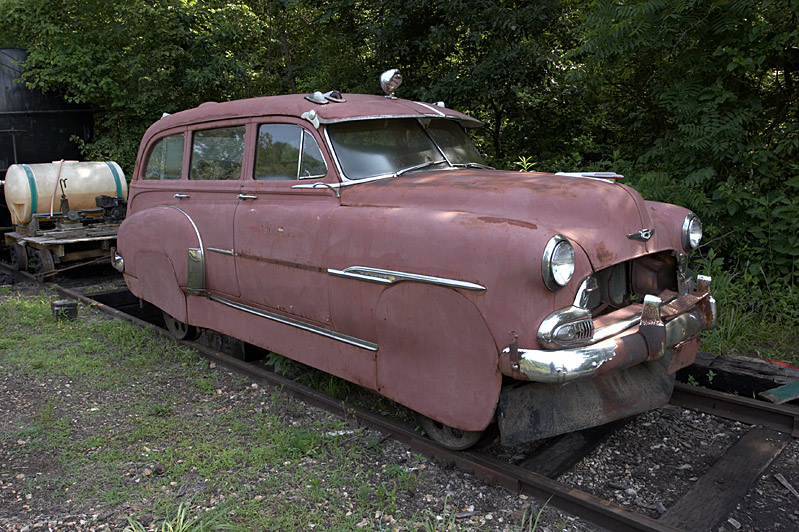
Das Chevrolet-Schienenauto von 1951
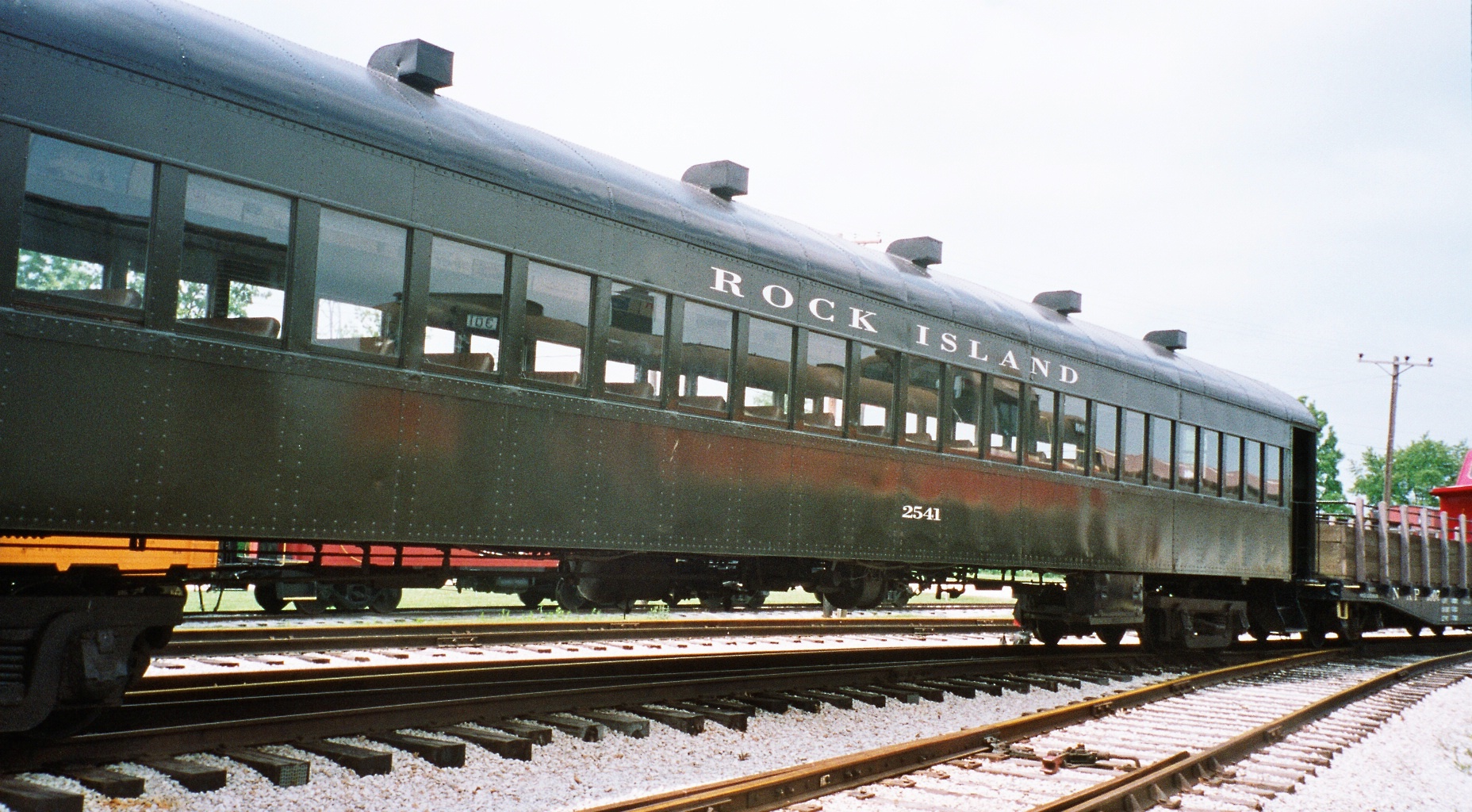
Wagen der Chicago, Rock Island and Pacific Railroad

## Fahrzeuge
| Lokomotiven       |                           |                  |             |              |                                                                                       |      |
| Betriebs-Nr.      | Hersteller                | Achsfolge/Modell | Baujahr     | Seriennummer | Bemerkung                                                                             | Bild |
| Dampflokomotiven  |                           |                  |             |              |                                                                                       |      |
| 35                | Orenstein & Koppel        | 0-4-0T           | 1933        | 12444        | Ehem. Buescher & Sohn, ausgestellt                                                    |      |
| 226               | Baldwin Locomotive Works  | 2-8-2 Mikado     | 1927        | 60005        | Ehem. Dierks Lumber & Coal Co. Nr. 226, ausgestellt                                   |      |
| Diesellokomotiven |                           |                  |             |              |                                                                                       |      |
| 700               | GE Transportation Systems | 25 Ton           | 1950        | 30977        | Ehem. GNAX DEAL/Holcim Zement, wird bei Ausflugszügen eingesetzt                      |      |
| 4742              | Electro-Motive Diesel     | SW1              | Januar 1942 | 1379         | Ehem. Chicago and Eastern Illinois Railroad Nr. 98, wird bei Ausflugszügen eingesetzt |      |
| [ 5 ] [ 6 ]       |                           |                  |             |              |                                                                                       |      |